# 佐賀ラーメン
佐賀ラーメン（さがラーメン）は、佐賀県佐賀市を中心に作られるラーメン。

## 歴史
久留米ラーメンの発祥の店の1つと言われるラーメン専門店「三九」の店主・四ヶ所日出光は、久留米市以外にも福岡県八女市や熊本県玉名市で出店していたが、四ヶ所はこれらの店を譲渡すると、1956年に佐賀市にラーメン店「三九」を構えた。久留米市や玉名市に続いて、佐賀市の「三九」もまた人気店となった。四ヶ所は「三九」の従業員にラーメン作りを伝授しており、1955年に「一休軒」を起こしていた大串進はその従業員（元従業員）と試行錯誤し、久留米ラーメンから佐賀ラーメンを作り上げていった。「一休軒」も人気店となる。1975年、本村敏光は「一休軒」で修業を始め、1980年に独立する。本村は、屋号の使用許可を頼み込み、「一休軒 鍋島店」を起こした。「一休軒 鍋島店」も、また佐賀ラーメンの本流の1つとなる。
なお、「一休軒」は2011年に閉店。「一休軒 鍋島店」は2011年に屋号を「らーめんもとむら」に変更している。閉店した一休軒本店の親族が佐賀市内に新たに「一休軒」を興し、その系列の「一休軒 呉服元町店」などは営業している。「三九」は2013年に火災に遭い2014年時点で休業中である。
この他、「成竜軒」、「幸陽軒」（現・「幸陽閣」）、「もとむら」に習った「佐賀ラーメン いちげん。」によって佐賀ラーメンの知名度は高められた。2016年に開催された「東京ラーメンショー」において、「佐賀ラーメン いちげん。」が卵黄をトッピングしたスタイルをアナウンスしたことにより、「佐賀ラーメンと言えば卵黄」というイメージが定着した。

## 特徴
麺は、久留米ラーメンなどが細麺なのに対し、佐賀ラーメンはやや太めのストレート麺で、柔らかめに茹でられる。スープは久留米ラーメン同様の豚骨スープだが、塩分、脂分とも控えめに仕上げられている。
ゆで卵ではなく、生卵（卵黄）をトッピングすることも多い。生卵を用いるのは久留米ラーメンでは主流とは言えず、「一休軒」や佐賀市内で長い歴史を持つ「東洋軒」が開業した1955年以降に広がったとみられている。生卵入りのラーメンは「特製」や「デラックス」という昭和期以来のメニュー名を残している老舗も多い。また、生卵は白身が苦手な客の要望に応える形で、卵黄のみトッピングされていることが多い。